# Amerongs Historisch Museum

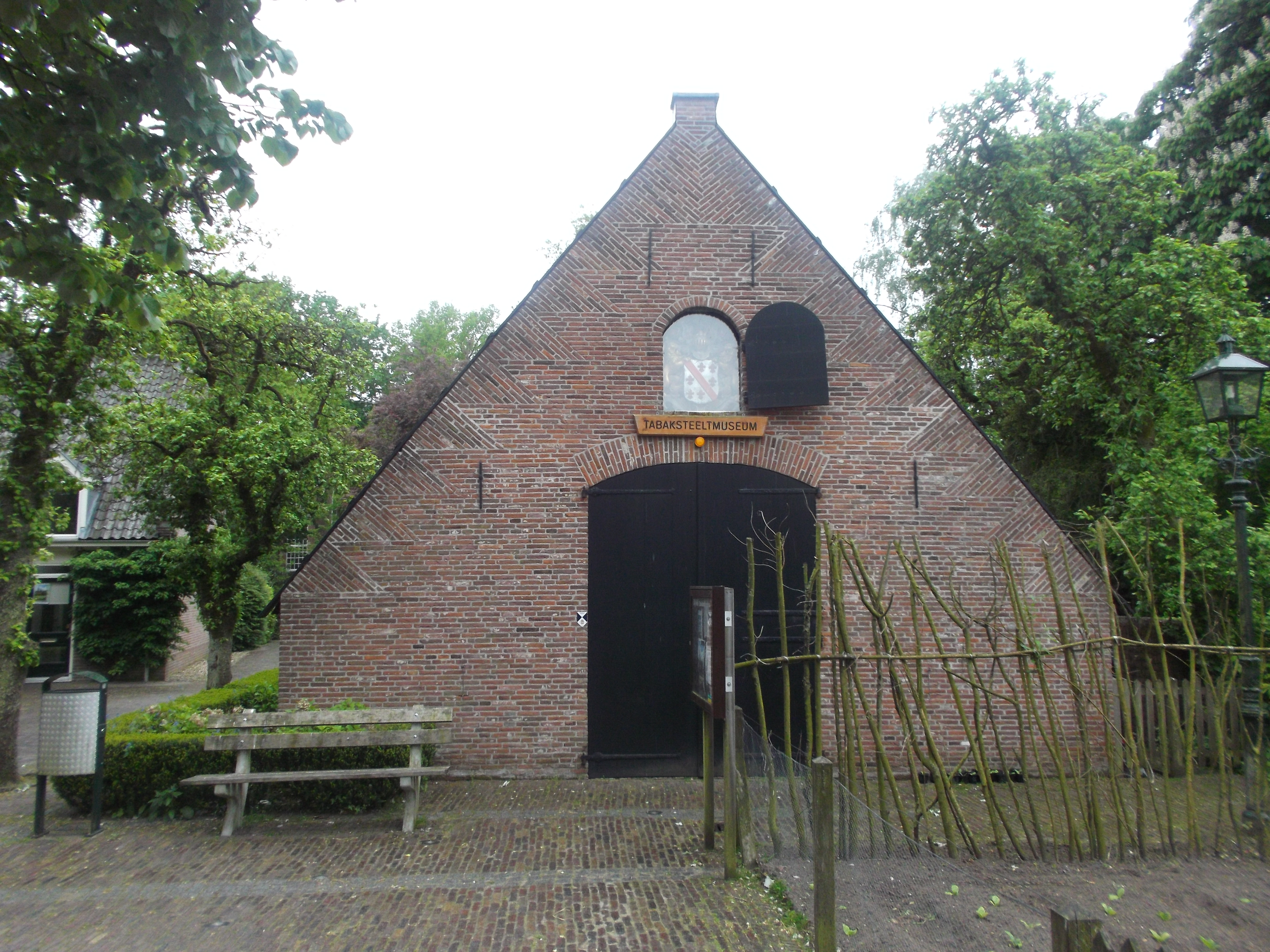
Tabaksteeltmuseum, mei 2015

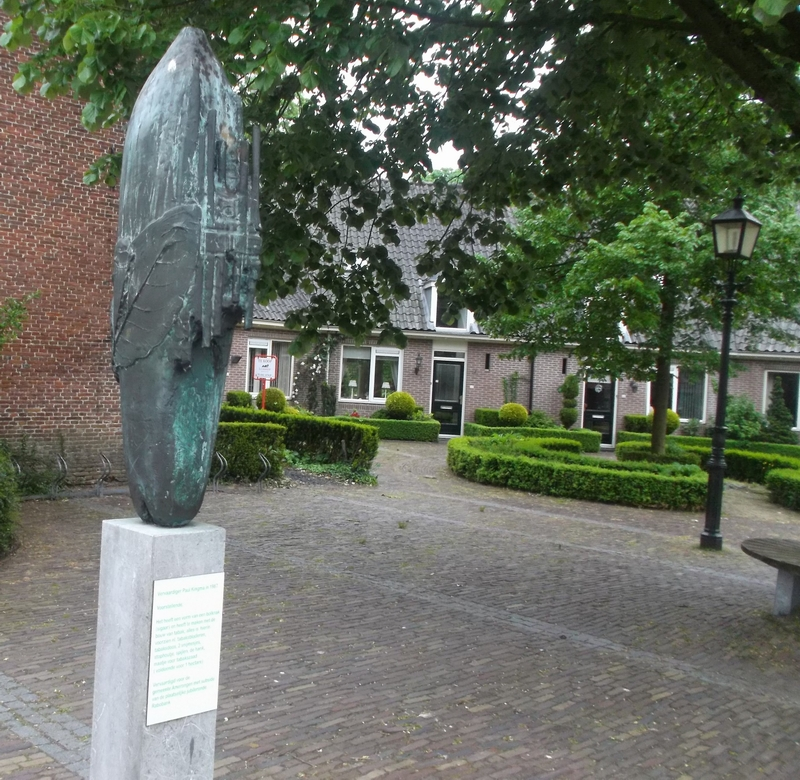
Beeld Tabak bij het museum

Het Amerongs Historisch Museum, tussen 2009 en 2025 bekend als het Tabaksteeltmuseum, is een museum  in het dorp Amerongen in de Nederlandse provincie Utrecht.
Het museum werd in 1984 geopend als 'Historisch Museum Amerongen' en, na een grondige renovatie, in 2009 als "Tabaksteeltmuseum" heropend. In 2025 werd de naam gewijzigd in 'Amerongs Historisch Museum'.  
Het museum is gevestigd in een gerestaureerde tabaksschuur. Het toont het verleden van drie eeuwen tabaksteelt in Amerongen en omgeving.
In het voorste deel van de 19e-eeuwse schuur wordt een permanente collectie van voorwerpen in vitrines en  fotopresentaties, computeranimaties en video’s getoond. Het achterste deel is ingericht als tabakschuur. Hier wordt getoond hoe de tabak na op het tabaksveld geoogst te zijn werd gedroogd en verwerkt. 
Bij het museum is een tabaksveldje waarop in de praktijk wordt getoond hoe de tabaksteelt eeuwenlang verliep.